# Franco Arizala
Franco Faustino Arizala Hurtado (Bogotà, 4 giugno 1986) è un ex calciatore colombiano, di ruolo attaccante.